# Tour de Francia 2008
El 95.º Tour de Francia se disputó entre el 5 y el 27 de julio de 2008 sobre 3558 km repartidos en 21 etapas que llevaron a los corredores desde Brest hasta el clásico final de los Campos Elíseos en París.
Participaron 180 ciclistas repartidos en 20 equipos de 9 corredores de los que solo lograron llegar a París 145 ciclistas. En esta faceta destacaron los equipos Euskaltel-Euskadi, Team Milram y CSC al finalizar la prueba con todos sus corredores.
Esta edición del Tour se caracterizó porque no hubo etapa prólogo y porque desaparecieron las bonificaciones de tiempo en las metas volantes y en la llegada. Tuvo 10 etapas llanas, 5 etapas de alta montaña, 4 etapa de media montaña, 2 contrarrelojes individuales, 4 llegadas en alto, 17 puertos de montaña de 2.º,1.º y Hors Categorie, 2 días de descanso y salidas o llegadas inéditas.
El vencedor final fue Carlos Sastre, quien obtuvo el mejor triunfo de su carrera deportiva y se convirtió en el séptimo ciclista español en ganar la ronda francesa. Tras las victorias de Oscar Pereiro en 2006 y Alberto Contador en 2007, España consiguió ganar tres ediciones consecutivas con distintos corredores.

## Preámbulo y favoritos
Una de las decisiones que más polémica generaron antes del inicio de la carrera fue la no invitación del equipo Astaná por parte de la organización del Tour de Francia, debido a los últimos casos de dopaje relacionados con dicha escuadra. A causa de esto, el Tour perdía tres serios candidatos al triunfo final: Alberto Contador, vencedor en 2007; Andreas Klöden, 2.º en 2004 y 2006; y Levi Leipheimer, 3.º en 2007.
Entre los favoritos al triunfo final, destacaron fundamentalmente los nombres de Cadel Evans, 2.º en la edición anterior, y Alejandro Valverde, que llegaba como vencedor del Dauphiné Libéré y el Campeonato de España. Otros ciclistas importantes que optaban al triunfo eran el líder de CSC Carlos Sastre, que ya había sido 3.º en 2006 y 4.º en 2007; el ruso Denis Menchov, ganador de la Vuelta a España en 2005 y 2007; y los italianos Damiano Cunego, ganador del Giro de Italia 2004, y Riccardo Riccò, 2.º en el Giro de ese mismo año, por detrás de Alberto Contador.

## Equipos participantes
| ProTeams (17)- AG2R-La Mondiale - Bouygues Telecom - Caisse d'Épargne - Cofidis-Le Crédit par Téléphone - Columbia - Crédit agricole - CSC Saxo Bank - Euskaltel-Euskadi - Gerolsteiner - La Française des jeux - Lampre - Liquigas - Quick Step - Rabobank - Saunier Duval-Scott - Silence-Lotto - Team Milram Equipos continentales profesionales (3)- Agritubel - Barloworld - Garmin-Chipotle |
| |

## Estadísticas sobre los ciclistas
- España tuvo 29 ciclistas (el año anterior tuvo 41). Francia tuvo 38 (el anterior tenía 36).
- 26 países participaron.
- Euskaltel-Euskadi fue el único equipo en donde todos sus corredores son del mismo país.
- Solo un participante había ganado anteriormente algún Tour previo: Óscar Pereiro (2006).
- 2 ciclistas han ganado una de las otras dos Grandes Vueltas: Damiano Cunego (Giro 2004) y Denis Menchov (Vuelta 2005 y 2007).
- 3 ciclistas habían ganado la clasificación por puntos en anteriores Tours: Erik Zabel (1996, 1997, 1998, 1999, 2000 y 2001), Robbie McEwen (2002, 2004, 2006) y Thor Hushovd (2005).
- 1 ciclista había ganado en Tours previos la clasificación de montaña: Mauricio Soler (2007).
- 2 corredores habían ganado en Tour previos la clasificación del mejor joven (menores de 25 años): Denis Menchov (2003) y Yaroslav Popovych (2005).
- 10 ciclistas ganaron su primera etapa en la edición de 2008: Samuel Dumoulin, Mark Cavendish, Luis León Sánchez, Vladimir Efimkin, Juan José Cobo, Kurt-Asle Arvesen, Simon Gerrans, Cyril Dessel, Marcus Burghardt y Sylvain Chavanel.
- 6 ciclistas vistieron el maillot amarillo en este Tour: Alejandro Valverde, Romain Feillu, Kim Kirchen, Cadel Evans, Fränk Schleck y Carlos Sastre. Todos estos ciclistas han lucido el maillot amarillo por primera vez en su carrera deportiva.
- 3 equipos no sufrieron ningún abandono: Team CSC, Euskaltel-Euskadi y Team Milram.

## Etapas
| Etapa      | Fecha     | Recorrido                               | type                    | Distancia (km) | Ganador                             | Líder                         |
| ---------- | --------- | --------------------------------------- | ----------------------- | -------------- | ----------------------------------- | ----------------------------- |
| 1.ª etapa  | 5 de jul  | Brest – Plumelec                        | etapa llana             | 197,5          | Alejandro Valverde                  | Alejandro Valverde            |
| 2.ª etapa  | 6 de jul  | Auray – Saint-Brieuc                    | etapa llana             | 164,5          | Thor Hushovd                        | Alejandro Valverde            |
| 3.ª etapa  | 7 de jul  | Saint-Malo – Nantes                     | etapa llana             | 208            | Samuel Dumoulin                     | Romain Feillu                 |
| 4.ª etapa  | 8 de jul  | Cholet – Cholet                         | contrarreloj individual | 29,5           | Stefan Schumacher Kim Kirchen       | Stefan Schumacher Kim Kirchen |
| 5.ª etapa  | 9 de jul  | Cholet – Châteauroux                    | etapa llana             | 232            | Mark Cavendish                      | Stefan Schumacher Kim Kirchen |
| 6.ª etapa  | 10 de jul | Aigurande – Super-Besse                 | etapa de media montaña  | 195,5          | Riccardo Riccò Alejandro Valverde   | Kim Kirchen                   |
| 7.ª etapa  | 11 de jul | Brioude – Aurillac                      | etapa de media montaña  | 159            | Luis León Sánchez                   | Kim Kirchen                   |
| 8.ª etapa  | 12 de jul | Figeac – Toulouse                       | etapa llana             | 172,5          | Mark Cavendish                      | Kim Kirchen                   |
| 9.ª etapa  | 13 de jul | Toulouse – Bagnères-de-Bigorre          | etapa de montaña        | 224            | Riccardo Riccò Vladímir Yefimkin    | Kim Kirchen                   |
| 10.ª etapa | 14 de jul | Pau – Hautacam                          | etapa de montaña        | 156            | Leonardo Piepoli Juanjo Cobo        | Cadel Evans                   |
| 11.ª etapa | 16 de jul | Lannemezan – Foix                       | etapa de media montaña  | 167,5          | Kurt Asle Arvesen                   | Cadel Evans                   |
| 12.ª etapa | 17 de jul | Lavelanet – Narbona                     | etapa llana             | 168,5          | Mark Cavendish                      | Cadel Evans                   |
| 13.ª etapa | 18 de jul | Narbona – Nimes                         | etapa llana             | 182            | Mark Cavendish                      | Cadel Evans                   |
| 14.ª etapa | 19 de jul | Nimes – Digne-les-Bains                 | etapa llana             | 194,5          | Óscar Freire                        | Cadel Evans                   |
| 15.ª etapa | 20 de jul | Embrun – Prato Nevoso                   | etapa de montaña        | 183            | Simon Gerrans                       | Fränk Schleck                 |
| 16.ª etapa | 22 de jul | Cuneo – Jausiers                        | etapa de montaña        | 157            | Cyril Dessel                        | Fränk Schleck                 |
| 17.ª etapa | 23 de jul | Embrun – Alpe d'Huez                    | etapa de montaña        | 210,5          | Carlos Sastre                       | Carlos Sastre                 |
| 18.ª etapa | 24 de jul | Le Bourg-d'Oisans – Saint-Étienne       | etapa de media montaña  | 196,5          | Marcus Burghardt                    | Carlos Sastre                 |
| 19.ª etapa | 25 de jul | Roanne – Montluçon                      | etapa llana             | 165,5          | Sylvain Chavanel                    | Carlos Sastre                 |
| 20.ª etapa | 26 de jul | Cérilly – Saint-Amand-Montrond          | contrarreloj individual | 53             | Stefan Schumacher Fabian Cancellara | Carlos Sastre                 |
| 21.ª etapa | 27 de jul | Étampes – Avenida de los Campos Elíseos | etapa llana             | 143            | Gert Steegmans                      | Carlos Sastre                 |

Nota: En las etapas 4 y 5 inicialmente tuvieron como líder al ciclista Stefan Schumacher, quien a su vez fue el ganador de la etapa 20. Pero debido a su posterior descalificación por dopaje, sus resultados fueron anulados en favor de Kim Kirchen en la posición de líder de las etapas 4 y 5 y en favor de Fabian Cancellara en relación con la victoria en la etapa 20. Ver: Positivos posteriores

## Clasificaciones finales
Para más información ver sección Nuevas clasificaciones.

### Clasificación general

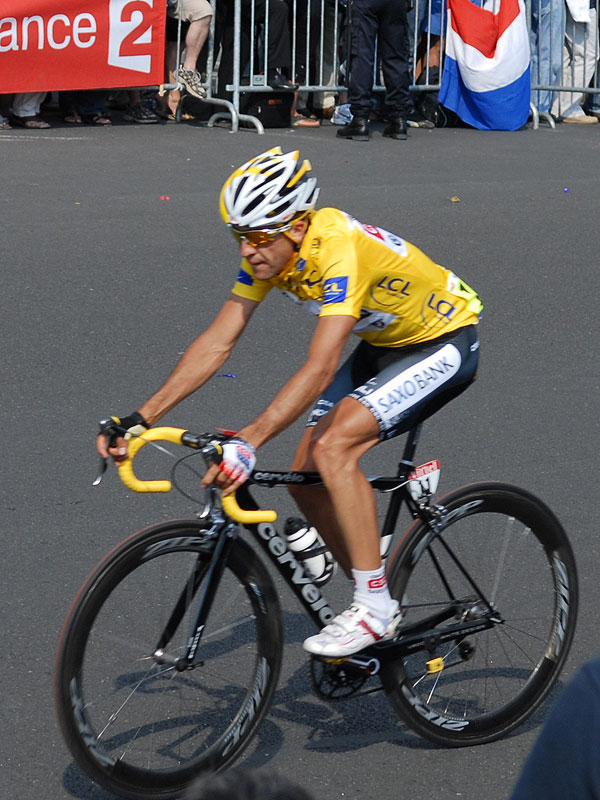
Carlos Sastre con el maillot amarillo de líder.

| \| Clasificación general \| Clasificación general \| Clasificación general \| Clasificación general \| Clasificación general \| \| Ciclista \| Ciclista \| Equipo \| Tiempo \| \| \| --------------------- \| --------------------- \| ------------------------------- \| --------------------- \| --------------------- \| \| 1.º \| Carlos Sastre \| CSC Saxo Bank \| 87 h 52 min 52 s \| \| \| 2.º \| Cadel Evans \| Silence-Lotto \| + 58 s \| \| \| 3.º \| Bernhard Kohl \| Gerolsteiner \| DES \| \| \| 3.º \| Denís Menshov \| Rabobank \| + 2 min 10 s \| \| \| 4.º \| Christian Vande Velde \| Garmin-Chipotle \| + 3 min 05 s \| \| \| 5.º \| Fränk Schleck \| CSC Saxo Bank \| + 4 min 28 s \| \| \| 6.º \| Samuel Sánchez \| Euskaltel-Euskadi \| + 6 min 25 s \| \| \| 7.º \| Kim Kirchen \| Columbia \| + 6 min 55 s \| \| \| 8.º \| Alejandro Valverde \| Caisse d'Épargne \| + 7 min 12 s \| \| \| 9.º \| Tadej Valjavec \| AG2R-La Mondiale \| + 9 min 05 s \| \| \| 10.º \| Vladímir Yefimkin \| AG2R-La Mondiale \| + 9 min 55 s \| \| \| 11.º \| Andy Schleck \| CSC Saxo Bank \| + 11 min 32 s \| \| \| 12.º \| Roman Kreuziger \| Liquigas \| + 12 min 59 s \| \| \| 13.º \| Sandy Casar \| La Française des jeux \| + 19 min 23 s \| \| \| 14.º \| Amaël Moinard \| Cofidis-Le Crédit par Téléphone \| + 23 min 31 s \| \| \| 15.º \| Mikel Astarloza \| Euskaltel-Euskadi \| + 23 min 40 s \| \| \| 16.º \| Kanstantsín Siutsou \| Columbia \| + 24 min 55 s \| \| \| 17.º \| Aleksandr Bocharov \| Crédit Agricole \| + 27 min 11 s \| \| \| 18.º \| Dmitri Fofonov \| Crédit Agricole \| + 28 min 31 s \| \| \| 19.º \| Vincenzo Nibali \| Liquigas \| + 28 min 33 s \| \| \| 20.º \| Stéphane Goubert \| AG2R-La Mondiale \| + 31 min 50 s \| \| |                       |                                 |                  |
| |                       |                                 |                  |
| Fuente: ProCyclingStats |                       |                                 |                  |
| Clasificación general |                       |                                 |                  |
| Ciclista | Ciclista              | Equipo                          | Tiempo           |
| 1.º | Carlos Sastre         | CSC Saxo Bank                   | 87 h 52 min 52 s |
| 2.º | Cadel Evans           | Silence-Lotto                   | + 58 s           |
| 3.º | Bernhard Kohl         | Gerolsteiner                    | DES              |
| 3.º | Denís Menshov         | Rabobank                        | + 2 min 10 s     |
| 4.º | Christian Vande Velde | Garmin-Chipotle                 | + 3 min 05 s     |
| 5.º | Fränk Schleck         | CSC Saxo Bank                   | + 4 min 28 s     |
| 6.º | Samuel Sánchez        | Euskaltel-Euskadi               | + 6 min 25 s     |
| 7.º | Kim Kirchen           | Columbia                        | + 6 min 55 s     |
| 8.º | Alejandro Valverde    | Caisse d'Épargne                | + 7 min 12 s     |
| 9.º | Tadej Valjavec        | AG2R-La Mondiale                | + 9 min 05 s     |
| 10.º | Vladímir Yefimkin     | AG2R-La Mondiale                | + 9 min 55 s     |
| 11.º | Andy Schleck          | CSC Saxo Bank                   | + 11 min 32 s    |
| 12.º | Roman Kreuziger       | Liquigas                        | + 12 min 59 s    |
| 13.º | Sandy Casar           | La Française des jeux           | + 19 min 23 s    |
| 14.º | Amaël Moinard         | Cofidis-Le Crédit par Téléphone | + 23 min 31 s    |
| 15.º | Mikel Astarloza       | Euskaltel-Euskadi               | + 23 min 40 s    |
| 16.º | Kanstantsín Siutsou   | Columbia                        | + 24 min 55 s    |
| 17.º | Aleksandr Bocharov    | Crédit Agricole                 | + 27 min 11 s    |
| 18.º | Dmitri Fofonov        | Crédit Agricole                 | + 28 min 31 s    |
| 19.º | Vincenzo Nibali       | Liquigas                        | + 28 min 33 s    |
| 20.º | Stéphane Goubert      | AG2R-La Mondiale                | + 31 min 50 s    |

### Clasificación de la regularidad

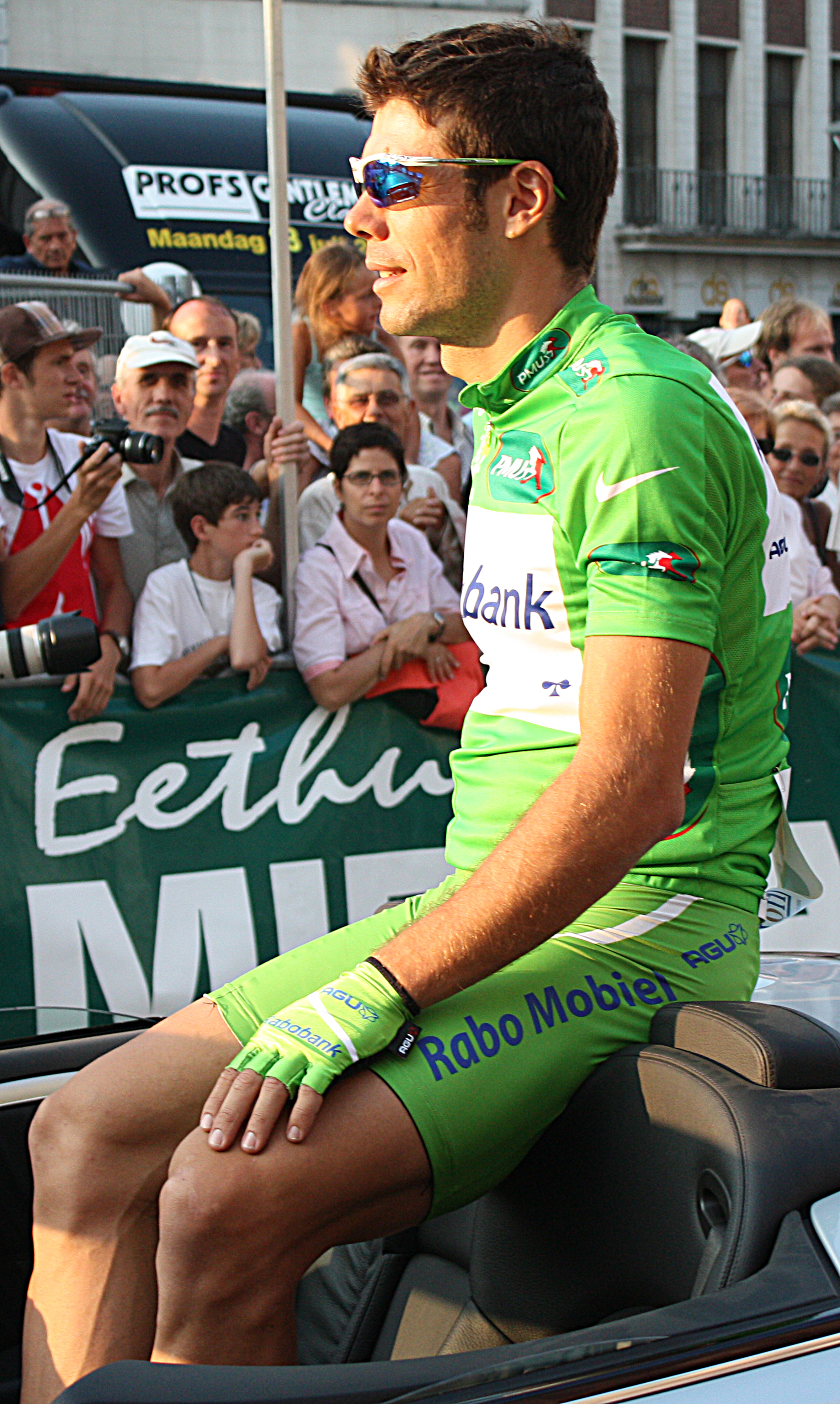
Óscar Freire con el maillot verde de la clasificación por puntos.

| Clasificación por puntos | Clasificación por puntos | Clasificación por puntos        | Clasificación por puntos | Clasificación por puntos |
| Ciclista                 | Ciclista                 | Equipo                          | Puntos                   |                          |
| ------------------------ | ------------------------ | ------------------------------- | ------------------------ | ------------------------ |
| 1.º                      | Óscar Freire             | Rabobank                        | 270 pts                  |                          |
| 2.º                      | Thor Hushovd             | Crédit Agricole                 | 220 pts                  |                          |
| 3.º                      | Erik Zabel               | Team Milram                     | 217 pts                  |                          |
| 4.º                      | Leonardo Duque           | Cofidis-Le Crédit par Téléphone | 181 pts                  |                          |
| 5.º                      | Kim Kirchen              | Columbia                        | 155 pts                  |                          |
| 6.º                      | Alejandro Valverde       | Caisse d'Épargne                | 136 pts                  |                          |
| 7.º                      | Robert Hunter            | Barloworld                      | 131 pts                  |                          |
| 8.º                      | Robbie McEwen            | Silence-Lotto                   | 129 pts                  |                          |
| 9.º                      | Julian Dean              | Garmin-Chipotle                 | 119 pts                  |                          |
| 10.º                     | Gerald Ciolek            | Columbia                        | 116 pts                  |                          |

### Clasificación de la montaña
| Clasificación de la montaña | Clasificación de la montaña | Clasificación de la montaña | Clasificación de la montaña | Clasificación de la montaña |
| Ciclista                    | Ciclista                    | Equipo                      | Puntos                      |                             |
| --------------------------- | --------------------------- | --------------------------- | --------------------------- | --------------------------- |
| 1.º                         | Bernhard Kohl               | Gerolsteiner                | DES                         |                             |
| 1.º                         | Carlos Sastre               | CSC Saxo Bank               | 80 pts                      |                             |
| 2.º                         | Fränk Schleck               | CSC Saxo Bank               | 80 pts                      |                             |
| 3.º                         | Thomas Voeckler             | Bouygues Telecom            | 65 pts                      |                             |
| 4.º                         | Sebastian Lang              | Gerolsteiner                | 62 pts                      |                             |
| 5.º                         | Stefan Schumacher           | Gerolsteiner                | DES                         |                             |
| 5.º                         | John-Lee Augustyn           | Barloworld                  | 61 pts                      |                             |
| 6.º                         | Alejandro Valverde          | Caisse d'Épargne            | 58 pts                      |                             |
| 7.º                         | Rémy Di Gregorio            | La Française des jeux       | 52 pts                      |                             |
| 8.º                         | Egoi Martínez               | Euskaltel-Euskadi           | 51 pts                      |                             |
| 9.º                         | Simon Gerrans               | Crédit Agricole             | 50 pts                      |                             |
| 10.º                        | Yaroslav Popovych           | Silence-Lotto               | 49 pts                      |                             |

### Clasificación de los jóvenes
| Clasificación del mejor joven | Clasificación del mejor joven | Clasificación del mejor joven   | Clasificación del mejor joven | Clasificación del mejor joven |
| Ciclista                      | Ciclista                      | Equipo                          | Tiempo                        |                               |
| ----------------------------- | ----------------------------- | ------------------------------- | ----------------------------- | ----------------------------- |
| 1.º                           | Andy Schleck                  | CSC Saxo Bank                   | 88 h 04 min 24 s              |                               |
| 2.º                           | Roman Kreuziger               | Liquigas                        | + 1 min 27 s                  |                               |
| 3.º                           | Vincenzo Nibali               | Liquigas                        | + 17 min 01 s                 |                               |
| 4.º                           | Maxime Monfort                | Cofidis-Le Crédit par Téléphone | + 24 min 09 s                 |                               |
| 5.º                           | Eduard Gonzalo                | Agritubel                       | + 1 h 08 min 34 s             |                               |
| 6.º                           | Thomas Lövkvist               | Columbia                        | + 1 h 13 min 55 s             |                               |
| 7.º                           | John-Lee Augustyn             | Barloworld                      | + 1 h 24 min 49 s             |                               |
| 8.º                           | Peter Velits                  | Team Milram                     | + 1 h 38 min 17 s             |                               |
| 9.º                           | Rémy Di Gregorio              | La Française des jeux           | + 1 h 38 min 22 s             |                               |
| 10.º                          | Luis León Sánchez             | Caisse d'Épargne                | + 1 h 44 min 07 s             |                               |

### Clasificación por equipos
| Clasificación por equipos | Clasificación por equipos | Clasificación por equipos | Clasificación por equipos |
| Equipo                    | Equipo                    | Tiempo                    |                           |
| ------------------------- | ------------------------- | ------------------------- | ------------------------- |
| 1.º                       | CSC Saxo Bank             | 263 h 29 min 57 s         |                           |
| 2.º                       | AG2R-La Mondiale          | + 15 min 35 s             |                           |
| 3.º                       | Rabobank                  | + 1 h 05 min 26 s         |                           |
| 4.º                       | Euskaltel-Euskadi         | + 1 h 16 min 26 s         |                           |
| 5.º                       | Silence-Lotto             | + 1 h 17 min 15 s         |                           |
| 6.º                       | Caisse d'Épargne          | + 1 h 20 min 28 s         |                           |
| 7.º                       | Columbia                  | + 1 h 23 min 00 s         |                           |
| 8.º                       | Lampre                    | + 1 h 26 min 24 s         |                           |
| 9.º                       | Gerolsteiner              | + 1 h 27 min 40 s         |                           |
| 10.º                      | Crédit agricole           | + 1 h 37 min 16 s         |                           |

## Evolución de las clasificaciones
| Etapa                   |                         | Ganador _                         | Clasificación general         | Puntos             | Montaña                           | Jóvenes                        | Combatividad       | Equipo              |
| ----------------------- | ----------------------- | --------------------------------- | ----------------------------- | ------------------ | --------------------------------- | ------------------------------ | ------------------ | ------------------- |
| 1.ª etapa               | etapa llana             | Alejandro Valverde                | Alejandro Valverde            | Alejandro Valverde | Thomas Voeckler                   | Riccardo Riccò Andy Schleck    | Lilian Jégou       | Caisse d'Épargne    |
| 2.ª etapa               | etapa llana             | Thor Hushovd                      | Alejandro Valverde            | Kim Kirchen        | Thomas Voeckler                   | Riccardo Riccò Andy Schleck    | Sylvain Chavanel   | Caisse d'Épargne    |
| 3.ª etapa               | etapa llana             | Samuel Dumoulin                   | Romain Feillu                 | Kim Kirchen        | Thomas Voeckler                   | Romain Feillu                  | William Frischkorn | Garmin-Chipotle     |
| 4.ª etapa               | contrarreloj individual | Stefan Schumacher Kim Kirchen     | Stefan Schumacher Kim Kirchen | Kim Kirchen        | Thomas Voeckler                   | Thomas Lövkvist                | no otorgado        | Garmin-Chipotle     |
| 5.ª etapa               | etapa llana             | Mark Cavendish                    | Stefan Schumacher Kim Kirchen | Thor Hushovd       | Thomas Voeckler                   | Thomas Lövkvist                | Nicolas Vogondy    | Garmin-Chipotle     |
| 6.ª etapa               | etapa de media montaña  | Riccardo Riccò Alejandro Valverde | Kim Kirchen                   | Kim Kirchen        | Sylvain Chavanel                  | Thomas Lövkvist                | Sylvain Chavanel   | Garmin-Chipotle     |
| 7.ª etapa               | etapa de media montaña  | Luis León Sánchez                 | Kim Kirchen                   | Kim Kirchen        | David de la Fuente                | Thomas Lövkvist                | Luis León Sánchez  | CSC Saxo Bank       |
| 8.ª etapa               | etapa llana             | Mark Cavendish                    | Kim Kirchen                   | Óscar Freire       | David de la Fuente                | Thomas Lövkvist                | Laurent Lefèvre    | CSC Saxo Bank       |
| 9.ª etapa               | etapa de montaña        | Riccardo Riccò Vladímir Yefimkin  | Kim Kirchen                   | Kim Kirchen        | David de la Fuente                | Andy Schleck                   | Sebastian Lang     | CSC Saxo Bank       |
| 10.ª etapa              | etapa de montaña        | Leonardo Piepoli Juanjo Cobo      | Cadel Evans                   | Óscar Freire       | Riccardo Riccò David de la Fuente | Riccardo Riccò Vincenzo Nibali | Rémy Di Gregorio   | Saunier Duval-Scott |
| 11.ª etapa              | etapa de media montaña  | Kurt Asle Arvesen                 | Cadel Evans                   | Óscar Freire       | Riccardo Riccò David de la Fuente | Riccardo Riccò Vincenzo Nibali | Amaël Moinard      | CSC Saxo Bank       |
| 12.ª etapa              | etapa llana             | Mark Cavendish                    | Cadel Evans                   | Óscar Freire       | Sebastian Lang                    | Vincenzo Nibali                | Arnaud Gérard      | CSC Saxo Bank       |
| 13.ª etapa              | etapa llana             | Mark Cavendish                    | Cadel Evans                   | Óscar Freire       | Sebastian Lang                    | Vincenzo Nibali                | Niki Terpstra      | CSC Saxo Bank       |
| 14.ª etapa              | etapa llana             | Óscar Freire                      | Cadel Evans                   | Óscar Freire       | Sebastian Lang                    | Vincenzo Nibali                | Iván Gutiérrez     | CSC Saxo Bank       |
| 15.ª etapa              | etapa de montaña        | Simon Gerrans                     | Fränk Schleck                 | Óscar Freire       | Bernhard Kohl Sebastian Lang      | Vincenzo Nibali                | Egoi Martínez      | CSC Saxo Bank       |
| 16.ª etapa              | etapa de montaña        | Cyril Dessel                      | Fränk Schleck                 | Óscar Freire       | Bernhard Kohl Sebastian Lang      | Andy Schleck                   | Stefan Schumacher  | CSC Saxo Bank       |
| 17.ª etapa              | etapa de montaña        | Carlos Sastre                     | Carlos Sastre                 | Óscar Freire       | Bernhard Kohl Carlos Sastre       | Andy Schleck                   | Peter Velits       | CSC Saxo Bank       |
| 18.ª etapa              | etapa de media montaña  | Marcus Burghardt                  | Carlos Sastre                 | Óscar Freire       | Bernhard Kohl Carlos Sastre       | Andy Schleck                   | Marcus Burghardt   | CSC Saxo Bank       |
| 19.ª etapa              | etapa llana             | Sylvain Chavanel                  | Carlos Sastre                 | Óscar Freire       | Bernhard Kohl Carlos Sastre       | Andy Schleck                   | Sylvain Chavanel   | CSC Saxo Bank       |
| 20.ª etapa              | contrarreloj individual | Fabian Cancellara                 | Carlos Sastre                 | Óscar Freire       | Bernhard Kohl Carlos Sastre       | Andy Schleck                   | no otorgado        | CSC Saxo Bank       |
| 21.ª etapa              | etapa llana             | Gert Steegmans                    | Carlos Sastre                 | Óscar Freire       | Bernhard Kohl Carlos Sastre       | Andy Schleck                   | Nicolas Vogondy    | CSC Saxo Bank       |
| Clasificaciones finales | Clasificaciones finales |                                   | Carlos Sastre                 | Óscar Freire       | Carlos Sastre                     | Andy Schleck                   | Sylvain Chavanel   | CSC Saxo Bank       |

## Dopaje

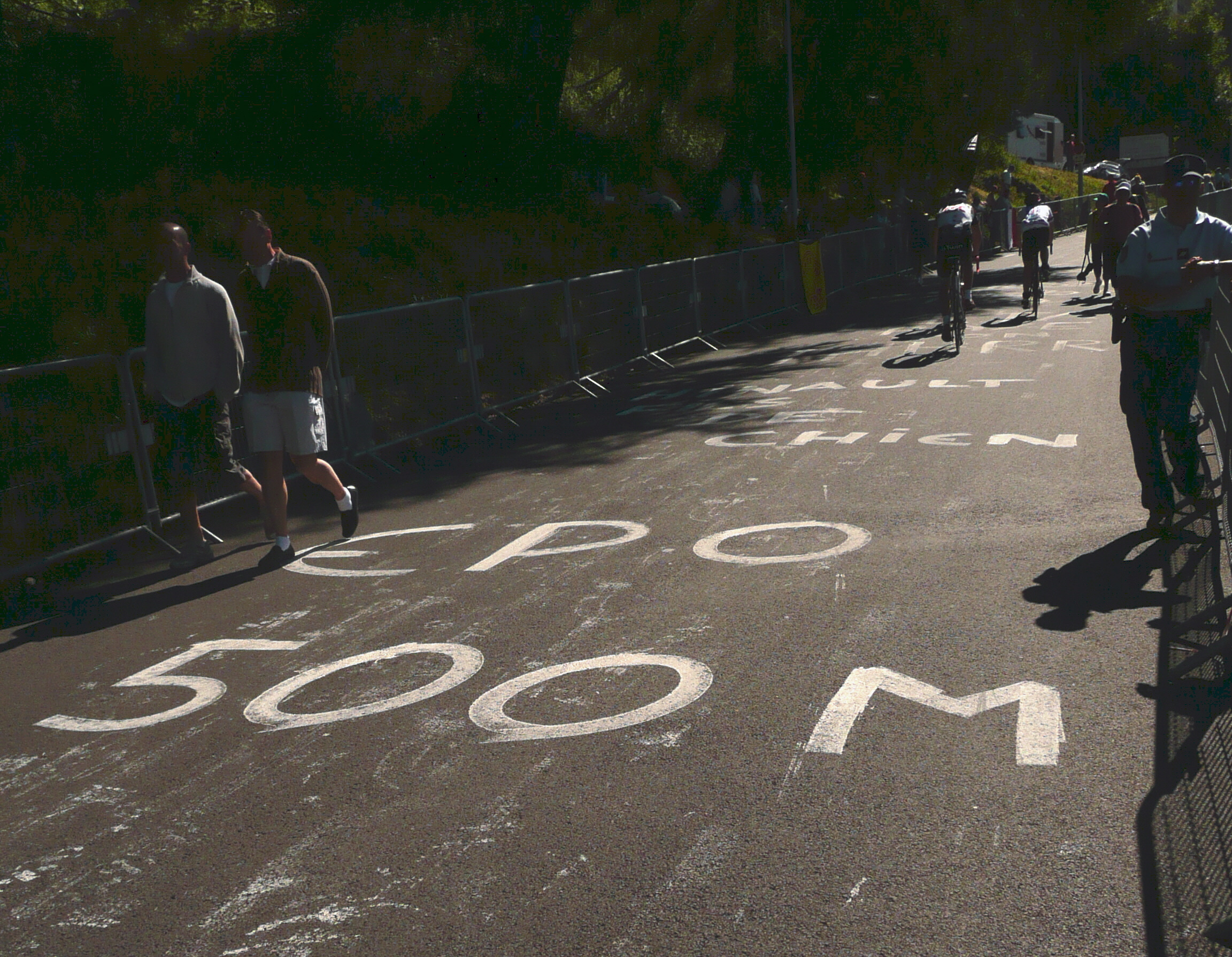
Pintada satírica en la ascensión al Alpe d'Huez que anuncia la disponibilidad de EPO a 500 metros

### Positivos en el Tour
Antes del comienzo de la carrera, varios corredores como Tom Boonen, Ivan Basso o Floyd Landis no pudieron iniciarla debido a acusaciones o sentencias de dopaje, al igual que el equipo Astana.
También fueron excluidos de la carrera por dar positivo en controles de dopaje Moisés Dueñas por EPO y el italiano Riccardo Riccò, vencedor de dos etapas, las cuales le fueron retiradas, por MIRCERA. Ambos positivos tuvieron graves consecuencias. En el primer caso, el equipo Barloworld anunció que abandonaría el mundo del ciclismo al término del Tour de Francia. Aunque posteriormente reconsideraron la situación y siguieron compitiendo un año más. En el segundo caso, el equipo Saunier Duval se retiró al completo de la carrera, además de anunciar el abandono del patrocinio del equipo. En el momento de la retirada/expulsión, Riccò era noveno y era líder en las clasificaciones de la montaña y el de mejor joven. El equipo tenía a Juan José Cobo en la octava posición de la clasificación general. Días más tarde, Riccó admitió públicamente que se había dopado y dijo sentir "un gran sentimiento de culpa" por lo sucedido.

### Positivos posteriores
Una vez terminado el Tour, se anunció el positivo del kazajo Dmitriy Fofonov, integrante del equipo Crédite Agricole, que había finalizado la carrera en 19.ª posición, por consumir un estimulante cardíaco denominado heptaminol, razón por la cual fue expulsado del equipo. El 9 de agosto se dio a conocer el posible quinto positivo de la prueba, Jimmy Casper, por consumo de corticoides, aunque finalmente fue absuelto el 15 de septiembre, al confirmarse que había habido un error de prescripción médica.
El 12 de septiembre se informó de que se iban a volver a realizar análisis de varias muestras sanguíneas del Tour de Francia en busca de CERA, dado que el método de análisis se había mejorado desde entonces. Entre los posibles damnificados, según la prensa neerlandesa, se encontraban Valjavec del equipo AG2R, Cobo, Piepoli y Riccò del Saunier Duval, dos corredores del Team Columbia, dos corredores del Gerolsteiner y cinco corredores del CSC.
El 6 de octubre, se anunciaron los positivos de Leonardo Piepoli y Stefan Schumacher. El 13 de octubre el Departamento de Análisis de la Agencia Francesa de Lucha contra el Dopaje (AFLD) anuncia el positivo de Bernhard Kohl por CERA.
El 26 de julio de 2009, la AFLD anunció que volvería a analizar varias muestras tomadas en la edición de 2008 en busca de CERA; en concreto, se trataría de muestras pertenecientes a 15 de los 20 primeros clasificados de la general final.

### Nuevas clasificaciones
Tras la resolución definitiva de todos los casos de dopaje la UCI procedió a hacer nuevas clasificaciones dando a Kim Kirchen como ganador de la 4.ª etapa quitándosela a Schumacher, a Alejandro Valverde como ganador de la 6.ª etapa quitándosela a Riccó, a Vladimir Efimkin de la 9.ª etapa quitándosela de nuevo a Riccó, a Juan José Cobo de la 10.ª etapa quitándosela a Piepoli y a Fabian Cancellara de la 20.ª etapa quitándosela de nuevo a Schumacher. Asimismo, también hizo nuevas clasificaciones anulando todos los resultados de los finalmente sancionados desclasificándoles oficialmente de la ronda francesa con la indicación "0 DSQ" (descalificado) aunque indicando el tiempo y puntos de las clasificaciones parciales y finales (finales en el caso de los que si acabaron la ronda: Khol, Fofonov y Schumacher que habían acabado 3.º, 19.º y 25.º, respectivamente). Por ello todos sus resultados fueron anulados y supuso que los corredores que quedaron por detrás de todos ellos subiesen un puesto en las clasificaciones parciales y finales. La modificación de las clasificaciones secundarias supuso la victoria de Carlos Sastre en la de la montaña como consecuencia más destacada.
Sin embargo, la organización del Tour apenas se ha pronunciado sobre esos casos ya que no hecho ninguna comunicación oficial al respecto y tampoco ha modificado las clasificaciones en su web oficial, lo único mencionable es que en uno de sus documentos estadísticos sobre el Tour se indica en el tercer puesto y en el maillot de la montaña "Non attribuée" (no atribuido) pero añadiendo a continuación que en ese momento no se habían publicado las clasificaciones oficiales de 2008.
Estas nuevas clasificaciones no tuvieron incidencia en las clasificaciones de la UCI, ya que el Tour fue una de las carreras que se desvincularon de la UCI durante ese año.